# Asz-Szuwajch
Asz-Szuwajch (arab. الشويخ) – miasto w Kuwejcie, port nad Zatoką Perską, na południowy zachód od miasta Kuwejt; rafineria ropy naftowej o mocy około 1 miliona ton rocznie; połączenie rurociągiem naftowym z Al-Ahmadi. Według danych szacunkowych na rok 2007 liczy 11 949 mieszkańców.